# Soemmeringia
Soemmeringia es un género monotípico de plantas fanerógamas  perteneciente a la familia Fabaceae. Su única especie: Soemmeringia semperflorens Mart.

## Taxonomía
Soemmeringia semperflorens fue descrita por Carl Friedrich Philipp von Martius y publicado en Soemmeringia, Novum Platarum Genus 28. 1828.